# Mezőgecse
Mezőgecse (ukránul Геча (Gecsa)) vagy Gecse: falu Ukrajnában, Kárpátalján a Beregszászi járásban.

## Fekvése
Gecse Beregszásztól 9,7 km-re terül el déli irányban. A vele szomszédos települések: Nagybakta 1,5 km-re, Tiszacsoma 1 km-re, Halábor 2 km-re, Vári 2,5 km-re van innét. Itt kanyarog a Borzsából eredő Szipa, amelynek medre az év nagy részében száraz. A csatorna Tarpánál torkollik a Tiszába.

## Lakossága
- 1881 – 241 fő
- 1910 – 359 fő
- 1940 – 538 fő
- 1969 – 860 fő
- 1982 – 974 fő
- 1989 – 985 fő, magyar 980 fő
- 2001 – 1030 fő, magyar 913 fő – 88,6%, ukrán 10%

## Története
Árpád-kori település. A település nevét először 1232-ben említik a krónikák. A község a Gecsey család ősi fészke már a 14. században népes és virágzó. „1464-ben Mátyás királytól nyert adomány alapján beiktattak a leleszi konvent által Gecsey Gergely, Márton, György és Bálint Gecse birtokába az összes királyi joggal együtt” – olvashatjuk a korabeli latin nyelvű iratokban. Földrésszel bírtak itt az elmúlt századok során a Tivadariak, a Kisfaludiak, a Peresek, a Bay, a Wass, a Bényei család. A 18. századtól kezdve mind több itteni birtokrész kerül a Kajdy nemes család kezére. „A hajdani fatemplom helyett az 1805. június 25-én kelt királyi engedélynél fogva Kajdy Lajos és neje, Ludányi Bay Teréz a mostani kőtemplomot és paplakot emelte az egyház számára, a fölszentelés 1817. szeptember 21-én Fazekas János lelkész idejében történvén” – írja Lehoczky Tivadar.
Református egyháza 1719-ben keletkezett, anyakönyve 1777-ben kezdődik.
Vályi András leírása 1796-ból: „GECSE. Magyar falu Bereg Vármegyében, földes Urai külömbféle Urak, lakosai reformátusok, fekszik Beregszázhoz három mértföldnyire, ambár határja könnyen miveltetik, és trágyázás nélkűl is mindenféle gabonát terem, piatzozása meglehetős van, a’ hol vagyonnyait el adhattya, szomszédságokban szőlö hegyek is vannak, a’ hol kézzel pénzt kereshetnek; de mivel legelője szoross, harmadik Osztálybéli.”
1851-ben Fényes Elek a következőket írja a faluról: „Gecse, magyar falu, Beregh vmegyében, ut. p. Beregszászhoz 2 órányira: 28 g. kath., 457 ref., 6 zsidó lak. Ref. anyaszentegyház. Földe igen termékeny; de legelője szűk. F. u. Kajdy, Gecsey, Bényey, s m.”
Az első világháború idején 66 férfit soroztak be, közülük heten elestek a harcokban. A második világháborúban hárman estek el. 1944 őszén 64 férfit hurcoltak el a málenkij robot során, közülük 24-en odavesztek.

## Testvérvárosai
Testvértelepülésük a magyarországi Kisgyőr, mellyel a testvértelepülési szerződés ünnepélyes aláírására hivatalosan 2007. március 15-én került sor, valamint Aldebrő, Kispiac, Lakitelek, Mátraderecske, Nagymad, Nyírtét.